# جورج سالمون
جورج سالمون (انگلیسی: George Salmon; ۲۵ سپتامبر ۱۸۱۹ – ۲۲ ژانویهٔ ۱۹۰۴) ریاضی‌دان، شطرنج‌باز، فیلسوف، استاد دانشگاه، و نویسنده اهل جمهوری ایرلند بود.
وی همچنین برندهٔ جوایزی همچون مدال پادشاهی و مدال کاپلی شده‌است.